# Barossa Valley Highway
Der Barossa Valley Highway (auch Barossa Valley Way) ist eine Hauptverkehrsstraße im Zentrum des australischen Bundesstaates South Australia. Er verbindet die Main North Road bei Gawler mit dem Sturt Highway bei Nuriootpa.

## Verlauf

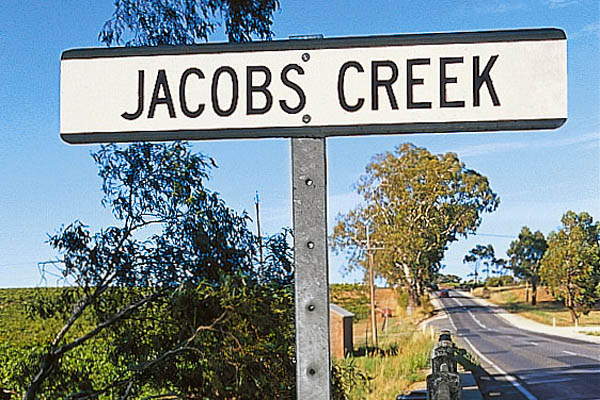
Schild an der Brücke des Barossa Valley Highway über den Jacobs Creek bei Rowland Flat

In Gawler zweigt der Barossa Valley Highway von der Main North Road (A32) nach Osten ab. Über Sandy Creek führt er nach Lyndoch, der ersten Siedlung im Weinbaugebiet Barossa Valley. Dort biegt die als B19 ausgewiesene Straße nach Nordosten ab und folgt ab Rowland Flat im Wesentlichen dem Südufer des North Para River über Tanunda nach Nuriootpa.
In Nuriootpa überquert der Barossa Valley Highway den North Para River und trifft ca. 2 km weiter nördlich auf den Sturt Highway (NA20).